# Ronald DeFeo Jr.
Ronald Joseph "Butch" DeFeo Jr. (26 de setembro de 1951 – Albany, 12 de março de 2021) foi um assassino norte-americano. Ele foi julgado e condenado em 1974 pelo assassinato de seus pais, dois irmãos e duas irmãs. O caso é notável por ter inspirado o livro e as versões cinematográficas de The Amityville Horror.

## O assassinato da família DeFeo
Por volta das 3h15min na noite de 13 de novembro de 1974, Ronald DeFeo Jr. dirigiu-se até o Henry's Bar, em Amityville, Long Island, estado de Nova Iorque e disse: "Vocês têm que me ajudar! Acho que minha mãe e meu pai foram baleados!". DeFeo e um pequeno grupo de pessoas foram então para o número 112 da Ocean Avenue, localizado não muito longe do bar, e concluíram que os pais de DeFeo foram realmente mortos. Um integrante do grupo, Joe Yeswit, fez uma ligação de emergência para a polícia do condado de Suffolk, que fez busca na casa e descobriu que seis membros daquela família foram mortos em suas camas.
Todos os dias, por volta das 3h15min da manhã, Ronald DeFeo alegava que acordava com uma voz dizendo "Mate a sua família, mate a sua família!", até que chegou o dia em que já não conseguindo mais suportar essa voz maléfica, ele fez o que o espírito tanto lhe pedia.
As vítimas eram o Ronald DeFeo, 43 anos, Louise DeFeo, 42 anos, e quatro de seus filhos: Dawn, 18 anos; Allison, 13 anos; Marc, 12 anos e John Mathew, 9 anos. Todos tinham sido baleados com um rifle modelo Marlin 336c calibre 0.35, cerca de três horas da madrugada daquele dia. Os pais DeFeo tinham sido baleados duas vezes, enquanto as crianças tinham sido mortas com um tiro apenas. A família DeFeo ocupava o endereço nº 112 da Ocean Avenue desde que o compraram em 1965.

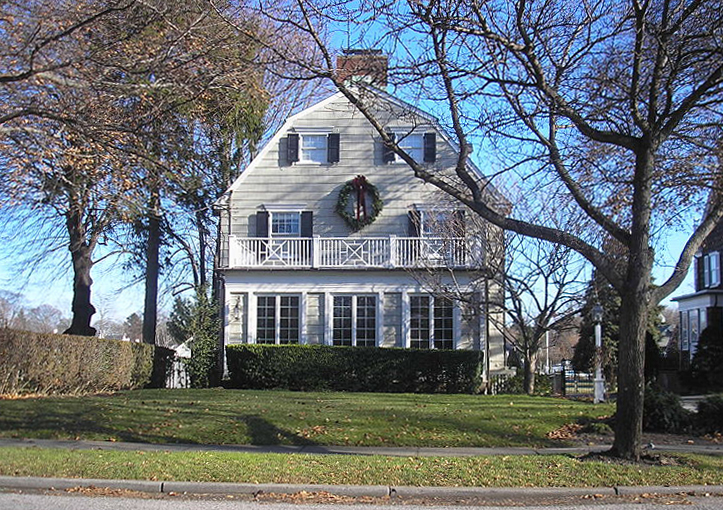
A casa original, em que a família DeFeo foi morta em 1974. Construída por volta de 1924, no nº 112 da Ocean Avenue, Amityville, Nova York, Estados Unidos. No momento em que esta foto foi tirada em Dezembro de 2005, o endereço tinha sido alterado para desencorajar pessoas curiosas.

Ronald DeFeo Jr. era o filho mais velho da família, com então 23 anos, e também era conhecido como "Butch". Ele foi levado para a delegacia local para sua própria proteção, depois de sugerir a policiais na cena do crime que as mortes tinham sido realizados por uma máfia ligada a um homem chamado Louis Falini. No entanto, uma entrevista com DeFeo na delegacia logo revelou inconsistências sérias na sua versão dos acontecimentos e, no dia seguinte, ele confessou a autoria dos assassinatos. Ele disse aos detetives: "Quando comecei, eu simplesmente não conseguia parar. Passou tão rápido."

## Julgamento e condenação
O julgamento de DeFeo começou em 14 de outubro de 1975. Ele e seu advogado de defesa William Weber montaram uma defesa afirmativa de insanidade, com DeFeo alegando que as vozes em sua cabeça insistiam com ele para realizar os assassinatos. O fundamento da insanidade foi apoiada pelo psiquiatra para a defesa, o Dr. Daniel Schwartz. O psiquiatra para o Ministério Público, Dr. Harold Zolan, sustentou que DeFeo, embora fosse um consumidor de heroína e LSD e que tinha transtorno de personalidade antissocial, estava consciente de suas ações no momento do crime. Em 21 de novembro de 1975, DeFeo foi considerado culpado em seis acusações de homicídio em segundo grau. Em 4 de dezembro de 1975, o juiz Thomas Stark condenou Ronald DeFeo Jr. a seis penas consecutivas de 25 anos. DeFeo permaneceu detido em Green Haven Correctional Facility, Beekman, Nova Iorque até o fim da vida.

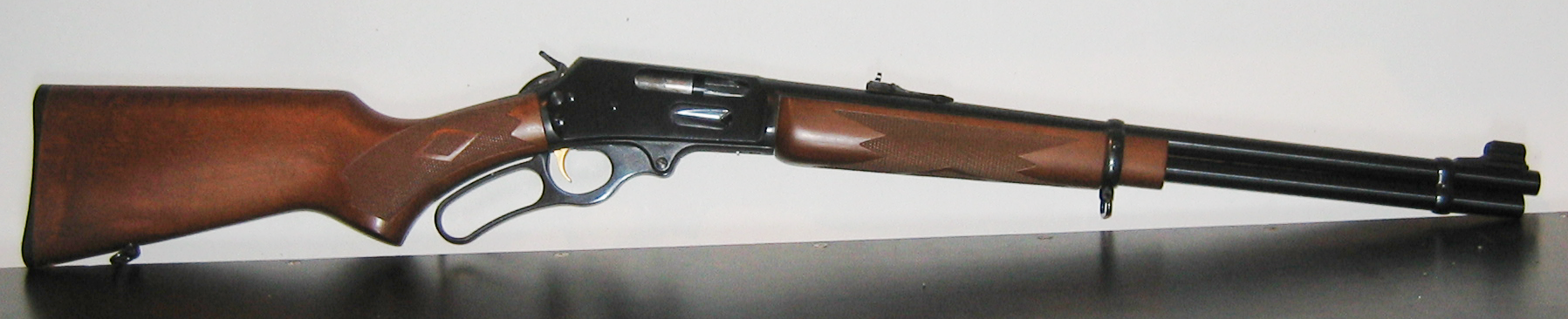
O rifle esportivo modelo Marlin 336c usado por Ronald DeFeo Jr. para matar sua família. Ele é um rifle de ação por alavanca, e uma carabina feita por Marlin Firearms. Desde a sua introdução em 1948, tem sido oferecido em uma série de diferentes calibres e comprimentos de tambor, mas é normalmente compartimentado em .30-30 Winchester ou 0.35 Remington, o rifle é atualmente produzido pela Remington Arms.

## As controvérsias em torno do caso
Todas as seis vítimas foram encontradas deitadas em suas camas, sem sinais de uma luta ou sedativos, levando à especulação de que alguém na casa deveria ter sido despertado pelo barulho dos tiros. Os vizinhos não relataram qualquer audição de tiros sendo disparados. A investigação policial concluiu que as vítimas estavam dormindo no momento dos assassinatos, e que o rifle não tinha sido equipado com um silenciador. Os agentes da polícia e do médico legista que participaram da cena foram inicialmente intrigados com a rapidez e a amplitude das mortes, e considerou a possibilidade de que mais do que uma pessoa tinha sido responsável pelo crime. Durante seu tempo na prisão, Ronald DeFeo deu vários relatos de como as mortes foram realizadas, todas elas inconsistentes. Em uma entrevista em 1986, ele alegou que sua mãe era responsável pelo massacre, que foi rejeitado como "absurda" por um ex-oficial do condado de Suffolk.
Em 30 de novembro de 2000, Ronald DeFeo reuniu-se com Ric Osuna, o autor de A Noite de Horror dos DeFeo, que foi publicado em 2002. Segundo Osuna, DeFeo alegou que tinha cometido os assassinatos "por desespero" com sua irmã Dawn e dois amigos não identificados. Ele afirmou que depois de uma briga ficou furioso com seu pai, então ele e sua irmã planejaram matar seus pais, e que Dawn assassinou os irmãos, a fim de eliminá-los como testemunhas. Ele disse que ficou enfurecido ao descobrir as ações de sua irmã, bateu sua cabeça sobre a cama dela e atirou na cabeça dela. Foi relatado que, durante o inquérito policial original, vestígios de pólvora foram encontrados na camisola de Dawn, indicando que ela poderia ter descarregado uma arma de fogo. Esta linha de investigação não foi prosseguida após a confissão de Ronald DeFeo. As tentativas de contato com os dois supostos cúmplices não obtiveram sucesso, já que um morreu em janeiro de 2001 e o outro disse que entrou em um programa de proteção a testemunhas. Ronald DeFeo Jr. tinha uma relação tempestuosa com o pai, mas a razão que a família inteira foi morta permanece obscura. A promotoria durante o julgamento sugeriu que o motivo dos assassinatos foi somente as apólices de seguro de seus pais. Joe Nickell observa que, dada a frequência com que Ronald DeFeo mudou sua história ao longo dos anos, as novas alegações dele sobre os acontecimentos que tiveram lugar na noite dos assassinatos devem ser abordadas com cautela. Em uma carta a Rádio Show Host Lou Gentile, DeFeo negou dar informações a Ric Osuna que pudessem ser usadas em seu livro.

## O livro e o filme - Versões ligadas ao assassinato
O livro de terror de Jay Anson Horror em Amityville foi publicado em Setembro de 1977. A obra baseia-se no período de 28 dias em dezembro de 1975 a janeiro de 1976, quando George e Kathy Lutz e seus três filhos moravam no número nº 112 da Ocean Avenue. A família Lutz abandonou a casa, alegando que havia sido aterrorizada por fenômenos paranormais, enquanto viviam ali. O filme de 1982 "Amityville II: The Possession" é baseado no livro Assassinato em Amityville do parapsicólogo Hans Holzer. Com a família Montelli (fictícia) que se diz ser baseada na família DeFeo. A história apresenta temas especulativos e controversos, incluindo uma relação incestuosa entre Sonny Montelli e sua irmã adolescente, que são vagamente baseado em Ronald DeFeo Jr. e sua irmã Dawn.
As versões de filmes de Hollywood dos assassinatos de DeFeo contém várias imprecisões. Em 2005 o remake de The Amityville Horror contém uma criança como personagem fictícia chamada Jodie DeFeo, que não foi uma vítima dos tiroteios em novembro de 1974. A alegação de que Ronald DeFeo Jr. foi influenciado a cometer os assassinatos por espíritos de um cemitério de nativos americanos no local do número 112 da Ocean Avenue foi rejeitada pelos historiadores locais e pelos líderes americanos, que argumentam que não há provas suficientes para apoiar a alegação de que o cemitério existia. A versão de 2005 do filme "Horror em Amityville" exagera o isolamento do endereço nº 112 da Ocean Avenue, descrevendo-o como uma casa remota semelhante ao Hotel Overlook na adaptação de Stanley Kubrick, do livro do escritor Stephen King, "O Iluminado". Na realidade, o número nº 112 da Ocean Avenue foi uma casa suburbana em uma distância de aproximadamente 15 metros de outras casas no bairro.

## Morte
DeFeo morreu em 12 de março de 2021, aos 69 anos de idade, no Albany Medical Center.